# Mike, Hungary
Mike là một thị trấn thuộc hạt Somogy, Hungary. Thị trấn này có diện tích 32,41 km², dân số năm 2010 là 646 người, mật độ 20 người/km².